# Simor János (közgazdász)
Simor János (Budapest, 1917. július 27. – Budapest, 1985. március?) magyar közgazdász, építésügyi miniszterhelyettes.

## Élete
Iparos családban született – apja órás volt. Négy polgári iskolai osztályt végzett, majd 1935-ben felsőkereskedelmi érettségi vizsgát tett. Első munkahelye a Magyar Vashulladék Rt. volt, ahol gyakornokként dolgozott, 1938-ig. A következő évtől alkalmi munkás lett, majd a Patria Bútorgyár alkalmazta asztalos tanoncként, 1940-től pedig asztalos segédként. 1944 novemberében katonai szolgálatra hívták be, de az alakulatától megszökött és bujkált a szovjet csapatok bejöveteléig.
1945 őszén a Mechanikai Hordógyárban helyezkedett el, illetve a Csemege Konzervgyárban könyvelő volt, majd azonos beosztásba került korábbi munkahelyén is, 1950 márciusáig. Időközben három évet végzett a közgazdaság-tudományi egyetemen és okleveles könyvvizsgáló képesítést szerzett. 1950 áprilisában a Műszaki és Fatömegcikkipari Egyesülés főkönyvelőjévé nevezték ki, egy évvel később az Építésügyi Minisztérium XI/B főosztályának pénzügyi osztályvezetője, újabb egy év múlva pedig főosztályvezető lett. 1954-ben egy éves pártfőiskolát végzett. 1963 júniusától 1976. júniusáig az építésügyi, majd az építésügyi és városfejlesztési miniszter helyettese volt.
1945 januárban belépett a Szociáldemokrata Pártba, 1947-ben átlépett a Magyar Kommunista Pártba, az előbbiek egyesülését követően pedig MDP-tag lett. Az 1956-os forradalom leverését követően, még az év novemberében létrejött MSZMP-nek is a kezdetektől a tagja volt, illetve emellett 1957–1967 között munkásőr is volt.

## Elismerései
- Alpár Ignác-díj I. fokozata (1969)[1]